# Braeden Lemasters
Braeden Lemasters (Warren, 27 de janeiro de 1996) é um ator, dublador e músico norte-americano. Ele é mais conhecido por ser integrante e um dos fundadores da banda Wallows e por seu papel como Albert em Men of a Certain Age.

## Prêmios e indicações
| Ano  | Prêmio             | Categoria                                                      | Indicação            | Resultado | Ref.  |
| ---- | ------------------ | -------------------------------------------------------------- | -------------------- | --------- | ----- |
| 2011 | Young Artist Award | Melhor Jovem Ator Coadjuvante em Série Dramática ou de Comédia | Men of a Certain Age | Indicado  | [ 4 ] |